# Gyrophaena kerzhneri
Gyrophaena kerzhneri – gatunek chrząszcza z rodziny kusakowatych i podrodziny rydzenic.

## Taksonomia
Gatunek ten opisany został po raz pierwszy w 2024 roku przez Ilję Jenuszczenkę na łamach „Zootaxa” w publikacji współautorstwa Kiriłła Makarowa i Aleksieja Szawrina. Jako lokalizację typową wskazano Mendelejewo na wyspie Kunaszyr w archipelagu Kurylów. Epitet gatunkowy nadano na cześć Iziasława Kierżniera, który odłowił holotyp.

## Morfologia
Chrząszcz o wydłużonym ciele długości 2 mm. Głowa jest ciemnobrązowa z żółtawym aparatem gębowym, dwukrotnie szersza niż dłuższa, niewyraźnie mikrorzeźbiona, po bokach zaopatrzona w od 10 do 15 grubych punktów. Czułki do członu czwartego włącznie są żółte, a dalej rudobrązowe; człony od piątego do ósmego są poprzeczne, dwukrotnie szersze niż czwarty. Rudobrązowe przedplecze jest 1,4 raza szersze niż dłuższe, przeciętnie wypukłe, drobno, siateczkowato mikrorzeźbione, zaopatrzone w dwie pary szeregów punktów dużych i głębokich oraz nieliczne punkty bezładnie między nimi rozproszone. Pokrywy są żółtobrązowe z rudobrązowymi przyciemnieniami w kątach tylno-bocznych, tak długie jak przedplecze, niewyraźnie mikrorzeźbione, wyraźnie, drobno, nieregularnie punktowane. Odwłok jest z wierzchu rudobrązowy z ciemniejszymi tergitami od piątego do siódmego, mikrorzeźbiony również niewyraźnie. U samca siódmy tergit ma dwa eliptyczne guzki pośrodku i trzy pary podłużnych wyniosłości po bokach, a tylny brzeg ósmego tergitu jest zaopatrzony w dwa krótkie i wąskie ząbki pośrodku oraz parę silnych i przeciętnie długich zębów po bokach.  Ósmy sternit samca ma tylny brzeg zaokrąglony. Edeagus ma niewielką część nasadową, szeroki i długi płat środkowy, znacznie dłuższą od brzusznej płytkę grzbietową z lekko zakrzywioną i na szczycie ściętą częścią wierzchołkową, wąską, silnie u szczytu zakrzywioną i zaokrągloną płytkę brzuszną, a między płytkami wyrostek o wąskiej podstawie oraz silnie rozszerzonym i zakrzywionym odcinku wierzchołkowym z zagiętą wypustką przed szczytem.

## Ekologia i występowanie
Owad ten bytuje w owocnikach grzybów.
Gatunek palearktyczny, endemiczny dla Dalekiego Wschodu Rosji, znany tylko z Kraju Nadmorskiego i obwodu sachalińskiego.